# Ruisseau de Charonne
Le ruisseau de Charonne (ou ruisseau Orgueilleux) est un ancien cours d'eau de Paris.

## Description
Sa source est située rue Bretonneau. Elle suit les rues Le Bua,  Pelleport, des Lyanes, sort de Paris sous la rue Serpollet et rejoint le ruisseau de Montreuil plus en aval. 
Le ruisseau a désormais disparu.  